# Franjo Gabrić
Franjo Gabrić (Samobor, 3. studenog 1877., – Zagreb, 25. rujna 1941.), hrvatski arhitekt.

## Životopis
Osnovnu školu završio je u rodnom Samoboru, a srednju u Grazu. Godine 1902. položio je državni ispit Visoke tehničke škole u Grazu, te se zaposlio u tamošnjem Zemaljskom građevnom uredu. Ondje je radio na dugogodišnjem projektu izgradnje Zemaljske bolnice u Grazu, sve do završetka 1912. godine. Bolnički slop sastojao se od 26 objekata od kojih je najreprezentativniji bio Crkva Presvetog Spasitelja. Arhitektonsko oblikovanje tih građevina, a posebno crkve s kupolom, i stilu je secesije, pod snažnim utjecajem bečkog arhitekta Otta Wagnera. 
U razdoblju svoga secesijskog stvaralaštva, projektirao je dvije zgrade u Samoboru, Kleščićevu ljekarnu iz 1908. godine i Samoborsku štedionicu iz 1911. godine. Obje kuće značajno su pridonijele arhitektonskoj vizuri glavnoga gradskog trga uklopivši se urbanističkom mjerilu male sredine. Osim dekorativnog pročelja, kod Štedionice je zanimljiva i konstrukcija od pojačanog armiranog betona u svrhu sigurnosne zaštite.
Krajem 1918. godine Gabrić je napustio Graz i zaposlio se u Zagrebu. Bio je rukovoditelj novoosnovane službe za gradnju Medicinskog fakulteta na Šalati, nakon čega se 1922. zaposlio u poduzeću Pionir. Od 1935. sudjeluje u izgradnji naselja Prve hrvatske štedionice na Trešnjevci, gdje je imao više realizacija, većinom stambene kuće radnika. Iz toga vremena mu se pripisuju i neki projekti Zakladne bolnice na Rebru (1935.).